# Etnofest Neum
Etnofest Neum (punog naziva Hrvatski glazbeni festival "Etnofest Neum") festival je koji se održava u Neumu, o organizaciji Općine Neum, 
Hercegovačko-neretvanske županije te Umjetničke organizacije Hipi-hop iz Zagreba. Njeguje hrvatski tradicionalni izričaj i nema natjecateljski karakter.
Prvi je put održan 1996., a održava se krajem mjeseca kolovoza, uoči blagdana Gospe od Zdravlja, Dana općine Neum. Na festivalu nastupaju glazbeni izvođači iz Hrvatske i Bosne i Hercegovine. Svojevrstan uvod u festival je Večer hrvatskog folklora na kojoj nastupaju folklorne skupine iz Bosne i Hercegovine i Hrvatske, a koja se održava na istoj pozornici kao i festival.
Najpoznatije pjesme s festivala su: “Zaustavi se vjetre” Marka Perkovića Thompsona, “Dida moj” Arsena Dedića, “Gori borovina” i “Dabogda se i ti udala” u izvedbi Mate Bulića.